# انتخابات ایالتی پنانگ ۲۰۲۳
انتخابات ایالتی پنانگ ۲۰۲۳ (انگلیسی: 2023 Penang state election)، پانزدهمین انتخابات ایالتی پنانگ در روز ۱۲ اوت ۲۰۲۳ برای انتخاب اعضاء دورهٔ پانزدهم مجلس قانونگذاری ایالتی پنانگ، قوه مقننه ایالت پنانگ در مالزی برگزار گردید.
در این انتخابات ایالتی، ائتلاف باریسان ناسیونال-پاکاتان هاراپان در ۲۹ کرسی از ۴۰ کرسی مجلس برنده شد، که ۲۷ کرسی را حزب پاکاتان هاراپان تصاحب کرد و ۲ کرسی را باریسان ناسیونال در اختیار گرفت. ائتلاف پریکاتان ناسیونال در ۱۱ کرسی باقی مانده برنده شد تا به گروه اپوزیسیون اصلی در مجلس ایالتی تبدیل شود.